# Grup per a la Coordinació Tècnica i la Defensa dels Grups i Diputats
El Grup per a la Coordinació Tècnica i la Defensa dels Grups i Diputats (CDI) va ser un grup tècnic polític heterogeni del Parlament Europeu que va operar a la I legislatura, entre 1979 i 1984. Es va constituir després de les eleccions al Parlament Europeu de 1979 amb 11 eurodiputats de 4 estats membre de la Comunitat Econòmica Europea i no es va constituir a la següent legislatura.

## Història
El Grup per a la Coordinació Tècnica i la Defensa dels Grups i Diputats es va formar a la finalització de les eleccions al Parlament Europeu de 1979 per la I legislatura del Parlament Europeu. Es tractava d'una coalició de partits que anava des del centre fins a l'extrema esquerra i que no estaven alineats amb cap de les principals federacions internacionals de partits. El 1984, en la constitució de la II legislatura, la majoria dels membres del CDI es van unir al Grup de l'Arc de Sant Martí.
El grup era una aliança bastant diversa, i això es va reflectir en les seves cadires que incloïen el membre del Partit Radical italià Marco Pannella, el republicà irlandès de línia dura Neil Blaney i l'euroescèptic danès Jens-Peter Bonde. El 13 de desembre de 1983 es va unir al grup el diputat britànic Michael Gallagher del Partit Socialdemòcrata, que anteriorment era membre del Partit Laborista i formava part del Grup Socialista Europeu.

### Presidents del grup
La presidència del grup era compartida i rotatòria entre els partits que en formaven part. Hi van ser part, en algun moment de la legislatura, Marco Pannella i Emma Bonino del Partit Radical, Maurits Coppieters d'Unió del Poble, Neil Blaney d'Independents Fianna Fáil i Jens-Peter Bonde, Sven Skovmand i Else Hammerich del Moviment Popular Contra la UE.

## Membres del grup
El Grup per a la Coordinació Tècnica i la Defensa dels Grups i Diputats només va existir durant la I legislatura del Parlament Europeu i va tenir a la constitució 11 eurodiputats de 6 partits polítics, sumant-se un més durant la legislatura per acabar amb 12 membres de 7 partits polítics.

### Històric d'eurodiputats
En la I legislatura, el Grup per a la Coordinació Tècnica i la Defensa dels Grups i Diputats va tenir la següent composició:
| Període   | Legislatura                         | Inici de legislatura | Final de legislatura |
| --------- | ----------------------------------- | -------------------- | -------------------- |
| 1979-1984 | I legislatura del Parlament Europeu | 11 / 410             | 12 / 434             |

### Partits membre
A més, hi van formar part els següents partits polítics:
| Estat      | Nom (català)                             | Nom (llengua del país)                       | Període   |
| ---------- | ---------------------------------------- | -------------------------------------------- | --------- |
| Bèlgica    | Unió del Poble                           | Volksunie                                    | 1979-1984 |
| Dinamarca  | Moviment Popular Contra la UE            | Folkebevægelsen mod EU                       | 1979-1984 |
| Irlanda    | Independent Fianna Fáil                  | Independent Fianna Fáil                      | 1979-1984 |
| Itàlia     | Democràcia Proletària                    | Democrazia Proletaria                        | 1979-1984 |
| Itàlia     | Partit d'Unitat Proletària pel Comunisme | Partito di Unità Proletaria per il Comunismo | 1979-1984 |
| Itàlia     | Partit Radical                           | Partito Radicale                             | 1979-1984 |
| Regne Unit | Partit Socialdemòcrata                   | Social Democratic Party                      | 1983-1984 |